# Allmaniopsis fruticulosa
Allmaniopsis fruticulosa Suess. – gatunek roślin z rodziny szarłatowatych reprezentujący monotypowy rodzaj Allmaniopsis. Jest endemitem wschodniej Kenii. Rośnie na terenach nizinnych (poniżej 200 m n.p.m.) w formacji zaroślowej z akacjami i balsamowcami.

## Morfologia
PokrójSilnie krzaczasty – gęsto rozgałęziony półkrzew o drewniejących u nasady pędach, osiągający do 25 cm wysokości.
LiścieSkrętoległe, szarozielone, wąskojajowate do szerokołopatkowatych, do 3 cm długości.
KwiatyDrobne, zebrane w kulistawe, białawe kwiatostany wyrastające w kątach liści. W obrębie kwiatostanu kwiaty wyrastają trójkami, w których centralny kwiat jest obupłciowy i płodny, a boczne są zredukowane i płonne. Listków okwiatu jest 5, są one zakończone ością. Pręcików jest 5, bardzo krótkich. Zalążnia z pojedynczym zalążkiem zwieńczona krótką szyjką słupka i dwoma równowąskimi znamienionami.
OwoceCienkościenne, jednonasienne torebki.

## Systematyka
Gatunek reprezentuje monotypowy rodzaj Allmaniopsis Suess. z rodziny szarłatowatych Amaranthaceae w jej szerokim ujęciu (obejmującym komosowate Chenopodiaceae). W obrębie rodziny rodzaj sytuowany jest w podrodzinie Amaranthoideae.